# Nicolás García (skoczek do wody)
Nicolás García Boissier (ur. 20 czerwca 1995 w Las Palmas de Gran Canaria) – hiszpański skoczek do wody, olimpijczyk z Tokio 2020 i z Paryża 2024.

## Udział w zawodach międzynarodowych
| Impreza                                                             | Rok  | Miejsce   | Konkurencja                            | Wynik  | Wynik   |
| Impreza                                                             | Rok  | Miejsce   | Konkurencja                            | Punkty | Miejsce |
| ------------------------------------------------------------------- | ---- | --------- | -------------------------------------- | ------ | ------- |
| Igrzyska olimpijskie                                                | 2020 | Tokio     | trampolina 3 m indywidualnie           | 382.60 | 19.     |
| Igrzyska olimpijskie                                                | 2024 | Paryż     | trampolina 3 m synchronicznie          | 361.62 | 6.      |
| Mistrzostwa świata w pływaniu                                       | 2013 | Barcelona | trampolina 1 m indywidualnie           | 312.90 | 22.     |
| Mistrzostwa świata w pływaniu                                       | 2013 | Barcelona | trampolina 3 m indywidualnie           | 307.10 | 42.     |
| Mistrzostwa świata w pływaniu                                       | 2013 | Barcelona | trampolina 3 m synchronicznie mężczyzn | 341.16 | 14.     |
| Mistrzostwa świata w pływaniu                                       | 2015 | Kazań     | trampolina 1 m indywidualnie           | 310.00 | 25.     |
| Mistrzostwa świata w pływaniu                                       | 2015 | Kazań     | trampolina 3 m indywidualnie           | 328.55 | 43.     |
| Mistrzostwa świata w pływaniu                                       | 2015 | Kazań     | trampolina 3 m synchronicznie mężczyzn | 360.03 | 17.     |
| Mistrzostwa świata w pływaniu                                       | 2017 | Budapeszt | trampolina 1 m indywidualnie           | 336.15 | 22.     |
| Mistrzostwa świata w pływaniu                                       | 2017 | Budapeszt | trampolina 3 m indywidualnie           | 390.80 | 22.     |
| Mistrzostwa świata w pływaniu                                       | 2017 | Budapeszt | trampolina 3 m synchronicznie mężczyzn | 372.30 | 13.     |
| Mistrzostwa świata w pływaniu                                       | 2019 | Gwangju   | trampolina 1 m indywidualnie           | 327.50 | 19.     |
| Mistrzostwa świata w pływaniu                                       | 2019 | Gwangju   | trampolina 3 m indywidualnie           | 348.35 | 36.     |
| Mistrzostwa świata w pływaniu                                       | 2022 | Budapeszt | trampolina 3 m indywidualnie           | 360.35 | 21.     |
| Mistrzostwa świata w pływaniu                                       | 2022 | Budapeszt | trampolina 3 m synchronicznie          | 354.60 | 10.     |
| Mistrzostwa świata w pływaniu                                       | 2023 | Fukuoka   | trampolina 3 m indywidualnie           | 359.05 | 31.     |
| Mistrzostwa świata w pływaniu                                       | 2023 | Fukuoka   | trampolina 3 m synchronicznie          | 383.61 | 5.      |
| Mistrzostwa świata w pływaniu                                       | 2024 | Doha      | trampolina 3 m indywidualnie           | 342.75 | 28.     |
| Mistrzostwa świata w pływaniu                                       | 2024 | Doha      | trampolina 3 m synchronicznie          | 383.28 | 03 !    |
| Mistrzostwa świata w pływaniu                                       | 2024 | Doha      | konkurs drużynowy                      | 310.55 | 8.      |
| Mistrzostwa Europy w pływaniu, Mistrzostwa Europy w skokach do wody | 2017 | Kijów     | trampolina 1 m indywidualnie           | 325.75 | 15.     |
| Mistrzostwa Europy w pływaniu, Mistrzostwa Europy w skokach do wody | 2017 | Kijów     | trampolina 3 m indywidualnie           | 396.45 | 8.      |
| Mistrzostwa Europy w pływaniu, Mistrzostwa Europy w skokach do wody | 2017 | Kijów     | trampolina 3 m synchronicznie mężczyzn | 353.82 | 8.      |
| Mistrzostwa Europy w pływaniu, Mistrzostwa Europy w skokach do wody | 2018 | Glasgow   | trampolina 1 m indywidualnie           | 349.30 | 9.      |
| Mistrzostwa Europy w pływaniu, Mistrzostwa Europy w skokach do wody | 2018 | Glasgow   | trampolina 3 m indywidualnie           | 370.25 | 9.      |
| Mistrzostwa Europy w pływaniu, Mistrzostwa Europy w skokach do wody | 2019 | Kijów     | trampolina 3 m indywidualnie           | 342.10 | 17.     |
| Mistrzostwa Europy w pływaniu, Mistrzostwa Europy w skokach do wody | 2020 | Budapeszt | trampolina 1 m indywidualnie           | 363.10 | 7.      |
| Mistrzostwa Europy w pływaniu, Mistrzostwa Europy w skokach do wody | 2020 | Budapeszt | trampolina 3 m indywidualnie           | 383.55 | 13.     |